# Antaplaga stigmatosa
Antaplaga stigmatosa är en fjärilsart som beskrevs av Dyar 1912. Antaplaga stigmatosa ingår i släktet Antaplaga och familjen nattflyn. Inga underarter finns listade i Catalogue of Life.